# Enoplolaimus paralitoralis
Enoplolaimus paralitoralis är en rundmaskart som beskrevs av Christian Wieser 1959. Enoplolaimus paralitoralis ingår i släktet Enoplolaimus och familjen Enoplidae. Inga underarter finns listade i Catalogue of Life.